# Muyuka
Muyuka är ett arrondissement i Kamerun.   Det ligger i regionen Sydvästra regionen, i den sydvästra delen av landet, 240 km väster om huvudstaden Yaoundé.